# Lidia Isac
Lidia Isac (ros. Лидия Исак; ur. 27 marca 1993 w Petersburgu) – mołdawska piosenkarka i dziennikarka, reprezentantka Mołdawii podczas 61. Konkursu Piosenki Eurowizji w 2016 roku.

## Życiorys

### Dzieciństwo i edukacja
Lidia Isac urodziła się 27 marca 1993 roku w Petersburgu, gdzie studiowali jej rodzice. Niedługo po narodzinach córki rodzina wróciła do Mołdawii. W wieku 13 lat rozpoczęła studia w klasie fortepianu w szkole muzycznej im. Marii Biesu w Kiszyniowie.

### Kariera
W 2003 roku Isac wraz z inną solową wokalistką Sashą Druc przeszły przesłuchania do nowo utworzonego zespołu Glam Girls. Duet startował kilkukrotnie w krajowych eliminacjach eurowizyjnych: w 2013 zajęły 12. miejsce z utworem „Celebrate”, w 2014 z piosenką „You Believed in Me”, zaś w 2015 zajęły 14. miejsce z kompozycją „I Can't Breathe”. W 2016 roku Lidia wystartowała samodzielnie z utworem „Falling Stars”, z którym wygrała mołdawskie eliminacje O Melodie Pentru Europa. Tym samym została reprezentantką Mołdawii w 61. Konkursie Piosenki Eurowizji organizowanym w Sztokholmie. 10 maja wystąpiła jako trzecia w kolejności w pierwszym półfinale widowiska i nie zakwalifikowała się do finału zajmując w nim 17. miejsce z 33 punktami.

### Życie prywatne
Ma tatuaż przedstawiający napis „carpe diem”.